# Leptochilus schachti
Leptochilus schachti (лат.) — вид одиночных ос из семейства Vespidae. Назван в честь энтомолога W. Schacht.

## Распространение
Турция.

## Описание
Мелкие одиночные осы, длина тела менее 1 см. Окраска тела варьирует, в основном чёрная с желтоватыми отметинами на груди и брюшке. Диск клипеуса грубо пунктирован, промежутки между точками значительно больше их диаметра и без микроскульптуры, поэтому блестящие. Основание и бока наличника, край глаза, плевры и средний сегмент покрыты густым серебристым опушением. Передний край переднеспинки четко развит только в области плеч, плечи при взгляде сверху остроугольные. При взгляде сверху переднеспинка за плечами вогнутая. Грудь покрыта волосами примерно на 1/2 длины лба. На брюшке микроскопическое опушение. Усики самок 12-члениковые, у самцов — 13-члениковые. В брюшке 6 тергитов у самок и 7 у самцов. Для кормления своих личинок, предположительно, как и другие виды рода, добывают в качестве провизии гусениц бабочек и личинок жуков.

## Таксономия и этимология
Вид был впервые описан в 1985 году австрийским гименоптерологом Йозефом Гузенляйтнером (Josef Gusenleitner) и включён в состав подрода Lionotulus. Видовое название Leptochilus ressli дано в честь энтомолога W. Schacht, собравшего типовую серию в 1975 году во время экспедиции в Турцию.